# Werner Lueg
Werner Lueg, (Brackwede, Njemačka, 16. rujna 1931. – Gehrden, Njemačka, 13. srpnja 2014.) je pokojni njemački srednjeprugaš. Osvajač je olimpijske brončane medalje na 1500 metara na Olimpijadi u Helsinkiju 1952.
On je trenutno jedini njemački srednjoprugaš koji je držao svjetski rekord na 1500 metara. Kueg ga je ostvario 29. lipnja 1952. na utrci nacionalnog prvenstva u Berlinu s vremenom 3:43.0 a nakon dvije godine, srušio ga je Amerikanac Wes Santee na utrci u kalifornijskom Comptonu.
Karijeru je prekinuo 1957. nakon što je godinu ranije ozlijedio petnu tetivu na lijevoj nozi. Nakon toga radio je kao prodavač a formu je održavao biciklizmom.

## Olimpijsko finale 1952.
| RANG | NATJECATELJ  | FINALE |
| ---- | ------------ | ------ |
|      | Josy Barthel | 3:45.1 |
|      | Bob McMillen | 3:45.2 |
|      | Werner Lueg  | 3:45.4 |